# Piscu (Galaţi)
Piscu é uma comuna romena localizada no distrito de Galaţi, na região de Moldávia. A comuna possui uma área de 59.74 km² e sua população era de 4983 habitantes segundo o censo de 2007.